# Bhimtar
Bhimtar (nepalski: भीमटार) – gaun wikas samiti w środkowej części Nepalu  w strefie Bagmati w dystrykcie Sindhupalchowk. Według nepalskiego spisu powszechnego z 2001 roku liczył on 734 gospodarstw domowych i 4217 mieszkańców (2204 kobiet i 2013 mężczyzn).